# 城山トンネル (湖西線)
城山トンネル（しろやまトンネル）は、西日本旅客鉄道（JR西日本）湖西線の永原駅と近江塩津駅の間にある全長2,318mの鉄道トンネルである。
湖西線開業の1974年（昭和49年）から使用され始めた。

## 概要
湖西線の永原駅と近江塩津駅の間（山科からのキロ程69km784m - 72km102mの区間）にあり、湖西線内で最も北側に位置するトンネルである。複線トンネルで、近江塩津側坑口周辺に半径1,000mのカーブが存在する他は直線である。勾配は北（近江塩津方面）の方へ上り7‰の片勾配となっている。

## 工事
底設導坑先進上部半断面工法を基本として1967年（昭和42年）9月8日に山科側から掘削が行われたが、断層破砕帯を突破するのに予想以上の月日を要する難工事であったため、近江塩津側からも掘削が行われた。地質調査の結果、断層破砕帯は崖錐地帯であることが分かり、側壁導坑先進上部半断面工法に変更して工事が行われた。
最終的に、両側の坑口から掘削を進め、1969年（昭和44年）5月に山科側の坑口から1,376m、近江塩津側の坑口から942mの地点(山科からのキロ程71km160m)で無事貫通した。

### 断層破砕帯の掘削
1967年（昭和42年）12月27日、山科側の坑口から444m(山科からのキロ程70km228m)付近で、断層破砕帯による土砂流出・湧水により掘削が不能となった。そのため、ボーリング調査及び水抜きのため本坑より迂回して南側に2本、北側に1本水抜き坑を掘削したが、いずれも断層破砕帯に達したところで土砂流出・湧水により掘削が不能となった。水抜き坑ではこの断層破砕帯の掘削が困難であるため、薬液注入により止水、地盤の強化を行なった。その後掘削を再開したが、坑口から449m(山科からのキロ程70km233m)付近で再び湧水に遭遇したため、掘削断面を縮小して掘削したり、松矢板の代わりにトレンチシートを打ち込みながら施工する等悪戦苦闘の末、この約11mの断層破砕帯を138日かけて突破した。
また、近江塩津側からの掘削でも、湧水や地圧のため、様々な工法を試しながら施工する難工事であった。